# Thomas Dunford

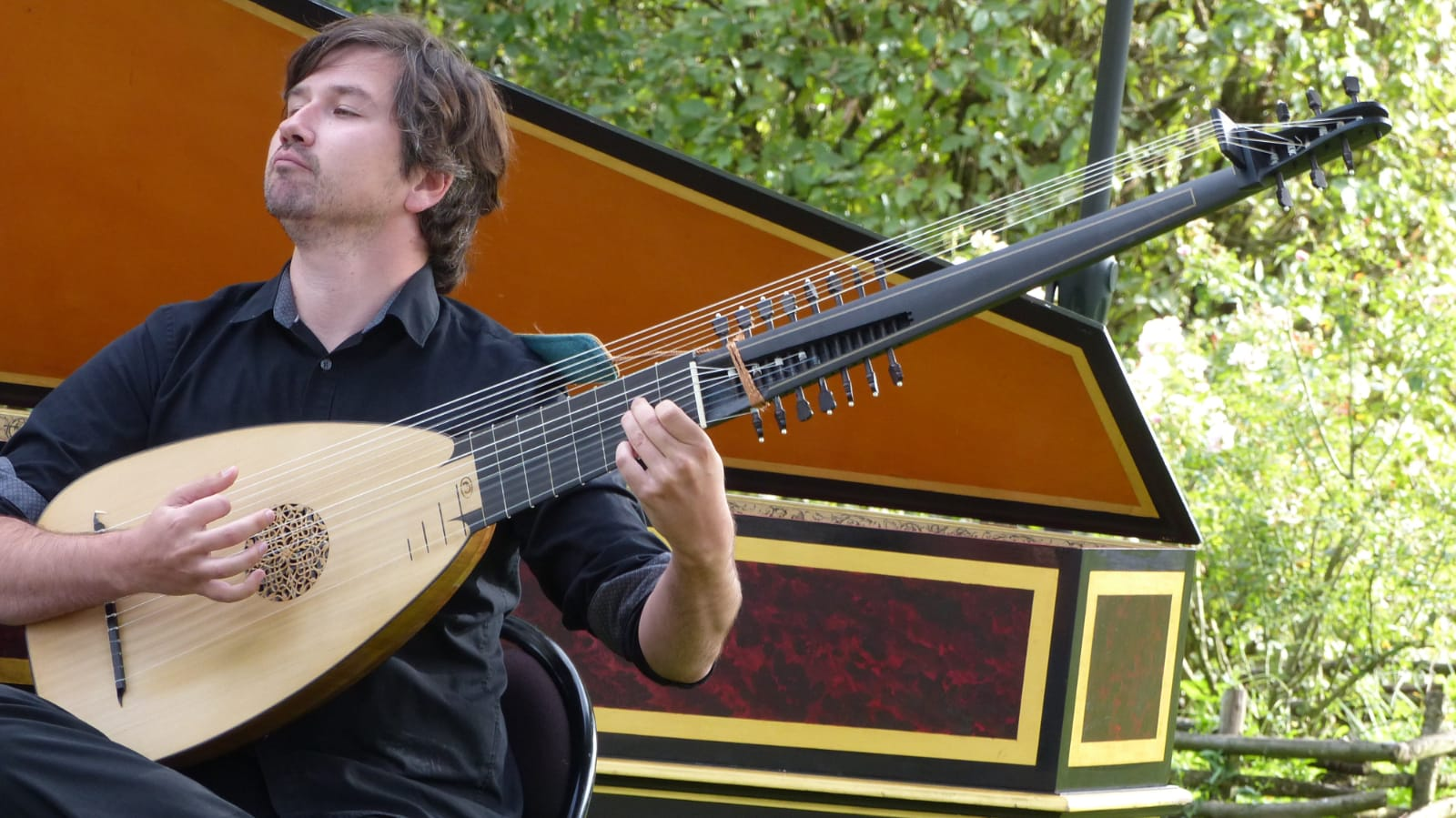
Thomas Dunford Theorbe spielend (2020)

Thomas Dunford (* 1988 in Paris) ist ein französischer Lautenist. Er ist Gründer und musikalischer Leiter des Ensemble Jupiter.

## Leben
Thomas Dunford wurde als Sohn der französischen Gambistin Sylvia Abramowicz und des amerikanischen Gambisten Jonathan Dunford in Paris geboren. Er begann im Alter von neun Jahren mit dem Erlernen der Laute bei Claire Antonini, danach studierte er historische Zupfinstrumente bei Charles-Edouard Fantin am Pariser Konservatorium, wo er 2009 mit einem Bachelor abschloss. Anschließend setzte er seine Studien bei Hopkinson Smith an der Schola Cantorum Basiliensis in Basel fort. Ergänzend besuchte er zahlreiche Meisterkurse, unter anderem bei Rolf Lislevand, Paul O’Dette, Julian Bream, Pascale Boquet und Eduardo Egüez.
Schon als junger Musiker wirkte er mit namhaften Ensembles, wie den Arts Florissants unter William Christie, mit der Academy of Ancient Music, der La Cappella Mediterranea unter Leonardo García Alarcón und dem Ensemble Pygmalion unter Raphaël Pichon.
Schwerpunkt seines Wirkens ist die Musik des Barock in der sogenannten Historischen Aufführungspraxis. Daneben hat er sich als Interpret zeitgenössischer Werke sowie des Jazz ausgezeichnet.
2018 gründete er mit gleichgesinnten Musikern, wie der Sängerin Lea Desandre, dem Cembalisten Jean Rondeau, den Geigern Sophie Gent, Théotime Langlois de Swarte und anderen jungen Musikern das Ensemble Jupiter.

## Diskografie (Auswahl)
- Dowland: The Art of Melancholy-Lieder (2015). Hyperion.
- Dowland: Lachrimae (2016). Alpha.
- Vivaldi: Jupiter - Arien; Concertos (2019). Alpha.
- Barricades (2020). Erato (Warner).
- The Mad Lover (2020). Harmonia Mundi.
- Amazone (2021). Mit Lea Desandre und dem Jupiter-Ensemble. Warner Classics/Erato.
- Handel: Eternal Heaven (2022). Mit Lea Desandre, Iestyn Davies und dem Jupiter-Ensemble. Warner Classics/Erato.